# 阮功勳
阮功勳（1914年6月12日—2006年12月17日），農業工程師，越南共和國外交官，曾任越南國和越南共和國農業部長、越南共和國駐中華民國公使。

## 生平
1914年6月12日，阮功勳出生於越南北方南定:654（一說寧平）。
阮功勳畢業於農學專業。:654
1955年，阮功勳出任越南國農業部長，同年公民投票後，南越實行共和制，更名爲越南共和國。
1958年，阮功勳出任越南共和國駐中華民國公使。1964年，阮功勳離任，由大使范春沼接任。
2006年12月17日在美國維珍尼亞州麥克萊恩逝世，遺體其後下葬於費爾法克斯紀念公園。